# Juicio de Nicolae y Elena Ceaușescu
El juicio a Nicolae y Elena Ceaușescu fue llevado a cabo el 25 de diciembre de 1989 por un tribunal militar y organizado por el Consejo del Frente Nacional de Salvación y que terminó con la ejecución del dictador rumano y su esposa.
Considerado por algunos como una «farsa judicial», el cargo principal al que se enfrentaban los enjuiciados fue el de genocidio (asesinato de 60 000 personas durante la revolución rumana en Timișoara). En cambio, otras fuentes rebajaron la cifra a 689 o centenares de personas. Aun así, dichos cambios no afectaron al proceso, puesto que el veredicto había sido decidido desde antes del establecimiento del tribunal. El general Victor Stănculescu trajo consigo un selecto equipo de paracaidistas preparados para realizar un fusilamiento a primeras horas de la mañana.
Nicolae Ceaușescu se negó a reconocer al tribunal argumentando la «falta de base constitucional» y que las autoridades revolucionarias «formaban parte de un complot soviético».

## Arresto

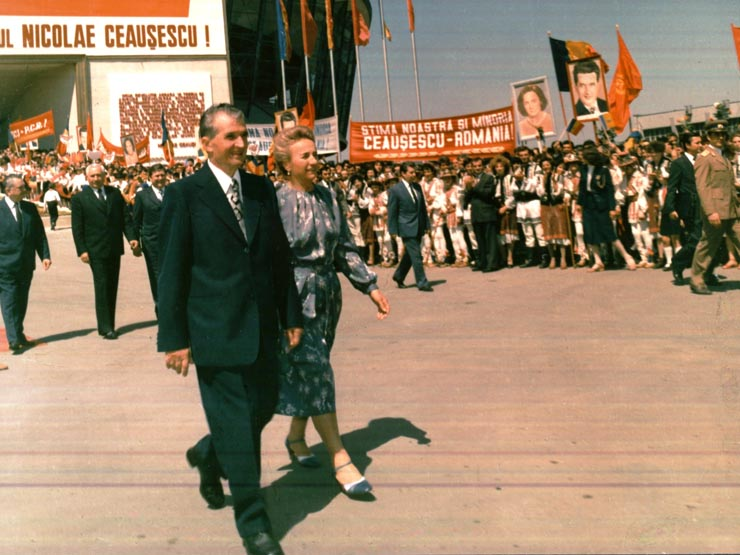
Nicolae y Elena Ceaușescu en 1986 dándose un baño de masas.

El 22 de diciembre, durante la revolución rumana, los Ceaușescu abandonaron en helicóptero el Comité Central con dirección a Snagov, de donde partirían hacia Pitești. El piloto afirmó la posibilidad de ser derribados, razón por la cual aterrizó en la carretera de Bucarest a Târgoviște, cerca de Găești. Una vez allí hicieron un alto a un coche que les llevó hasta Văcăreşti. Posteriormente, el conductor, identificado como Dr. Nicolae Decă declaró a las autoridades locales, que estos se trasladaban hacia Târgoviște.
A bordo de un segundo vehículo, los Ceaușescu escucharon las últimas noticias sobre la revolución (poco después de que los revolucionarios tomaran el control de los medios de comunicación nacionales) y Nicolae calificó las acciones de "golpe de estado".
El conductor, de nombre Nicolae Petrisor, llevó a la pareja a un centro agrícola próximo a su destino, donde fueron encerrados y posteriormente arrestados en una guarnición militar.

## Creación del tribunal
Una vez las nuevas autoridades se hicieron eco de la detención de la pareja por parte del General Andrei Kemenici, el Comando de la Unidad del Ejército empezó a discutir sobre qué hacer con los Ceaușescu. Victor Stănculescu, quien fuera el último Ministro de Defensa antes de pasarse a la revolución, sugirió una ejecución rápida, al igual que Gelu Voican Voiculescu. Por su parte, Ion Iliescu, Presidente del Gobierno Provisional era partidario de realizar un juicio primero.
En la tarde del 24 de diciembre, Stănculescu envió a Kemenici el código secreto "recurso del método" aludiendo a la ejecución de los Ceaușescu. El tribunal estuvo formado por diez miembros, todos ellos jueces militares.

### Cargos
Los cargos fueron publicados al día siguiente de la ejecución en el Monitorul Oficial:
- Genocidio - más de 60 000 víctimas
- Subversión del poder del estado al organizar acciones armadas contra la población y la clase política
- Destrucción de la propiedad pública, daños en edificios y explosiones en las ciudades, etcétera
- Regresión económica
- Intentar huir del país con fondos de cerca de mil millones de dólares depositados en bancos extranjeros.

## Consejo de la defensa
El mismo día en el que iba a tener lugar el juicio, el Frente de Salvación Nacional llamó al abogado Nicu Teodorescu para preparar la defensa de los Ceaușescu, a lo que respondió que sería un "reto interesante". Teodorescu se reunió con la pareja en el tribunal de Târgoviște tras obtener un permiso de diez minutos para conversar con los acusados.
Con tan poco tiempo para preparar la defensa, intentó explicarles que la única manera de evitar la pena capital era alegar "enajenación", sin embargo los Ceaușescu rechazaron tajantemente la propuesta y rechazaron su ayuda.

## Juicio
El juicio a los Ceaușescu fue breve y la sentencia se produjo en una hora. Nicolae preparó su propia defensa y argumentó que el tribunal no cumplía con la Constitución Rumana de 1965 y que solo la Gran Asamblea Nacional tenía potestad para deponerle de su cargo. En su turno aprovechó para calificar el juicio como un "golpe de estado" perpetrado por la Unión Soviética.
Nicolae y Elena Ceaușescu fueron acusados de todos los cargos y sentenciados a muerte en un juicio considerado "de estilo estalinista". En un punto, los abogados de la defensa abandonaron a sus clientes y se pasaron a la acusación. Sin presentar una sola evidencia de los supuestos crímenes cometidos por los Ceaușescu, fueron juzgados sobre la base de referencias y rumores. Los acusados por su parte presentaron varias irregularidades.
- Acusación de genocidio no demostrada. Posteriormente, en 1990 cuatro asistentes de Ceaușescu admitieron haber sido cómplices de genocidio.[3]
- Acusados de sustraer el equivalente a mil millones de dólares para ingresarlos en cuentas extranjeras que a día de hoy no se han encontrado.[15]
- Nicolae Ceaușescu abiertamente se negó a reconocer al tribunal, por lo que uno de los abogados de la defensa, antes de la ejecución, sugirió que no era necesario presentar apelación.[15]
- El veredicto de los jueces permitía apelar al Tribunal Supremo, sin embargo los Ceaușescu fueron ejecutados a los cinco minutos de la sentencia.[15]
- Ion Iliescu, artífice de la revolución, fue la persona en firmar el decreto por el que quedó establecido el tribunal, sin embargo carecía de poder legal para hacerlo. También, la orden fue escrita en los lavabos del Departamento de Defensa.[16]
- De acuerdo con la legislación rumana, una vez fallada sentencia de pena capital, hay diez días de plazo para apelar con tiempo suficiente para preparar la defensa.[17][18]
- Tras la ejecución de los Ceaușescu, quedó abolida la pena de muerte en Rumania.
- Los responsables de la revolución alegaron que la ejecución de los Ceaușescu fue "necesaria" para prevenir cualquier "acción terrorista" contra el nuevo régimen, sin embargo no se hallaron evidencias de terroristas o células terroristas en el país.[19]
- En un principio, Iliescu declaró que deseaba mantenerse al margen de las ejecuciones y favorecer un proceso judicial de varias semanas. Por su parte, el General Victor Stănculescu condicionó el apoyo del Frente Nacional de Salvación al Ejército Rumano a cambio de una ejecución rápida. Horas después de debatir esta opción, ambos acordaron firmar el decreto para organizar el juicio.[20][17]

Tras el fallo judicial, Ceaușescu declaró: "podían haberme fusilado sin necesidad de tanto teatro".

## Ejecución

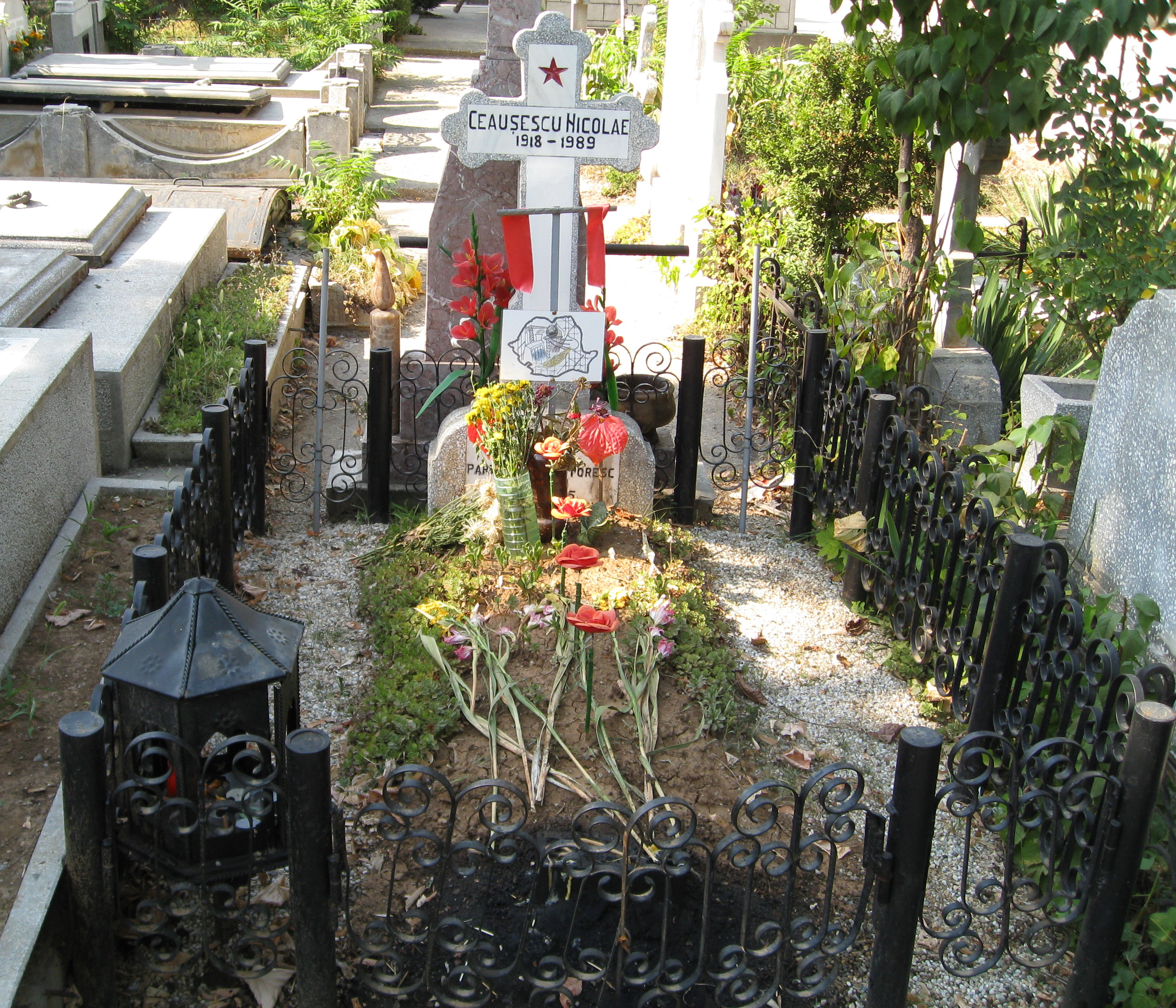
Tumba de Ceaușescu en Ghencea

Poco después de la sentencia, fueron ejecutados a las 16:00 h (hora local) en una base militar a las afueras de Bucarest por un pelotón de fusilamiento formado por soldados paracaidistas de élite: Capitán Ionel Boeru, Sargento-Mayor Georghin Octavian y Dorin-Marian Cirlan, aunque también se reportó la participación voluntaria de varias centenas. Los Ceaușescu fueron atados de manos en el momento previo a su ejecución. Sus últimas palabras fueron, por parte de Elena: "¡hijos de puta!", mientras que su marido cantaba La Internacional. Una vez estuvieron colocados de espaldas a la pared, fueron fusilados. En 1990, un miembro del Frente de Salvación Nacional afirmó que se hallaron 120 balas en los cuerpos de ambos y que fueron fusilados por 80 soldados. La ejecución fue filmada en aquel momento.
En 1989, el Primer Ministro Petre Roman declaró a una cadena de televisión francesa que la ejecución tuvo que hacerse de inmediato ante los rumores de que los leales al régimen tratarían de rescatar a la pareja.
En cuanto a los cuerpos, fueron cubiertos con lonas y trasladados a Bucarest donde fueron enterrados en el Cementerio de Ghencea el 30 de diciembre.
También se filmó el proceso exprés de los Ceaușescu y reproducido en varios países de Europa Occidental a los dos días de la ejecución. En Rumania, por su parte se emitió al día siguiente en las televisiones nacionales.

### Reacciones
Valentin Ceaușescu, hijo mayor de los Ceauceșcu, argumentó en 2009 que las fuerzas revolucionarias podían haber matado a sus padres en el momento de su detención puesto que no era necesario ningún tribunal. Iliescu admitió que fue "un momento vergonzoso, pero necesario". Con una opinión similar, Stănculescu declaró en una entrevista concedida en 2009 a BBC que "el tribunal no fue justo, pero sí necesario. La alternativa hubiese sido ver a Nicolae linchado en las calles de Bucarest".
En varios países se criticó a los nuevos gobernantes de Rumanía tras la ejecución debido a la ausencia de un juicio público.